# Erik Wikén
Erik Gunnar Wikén, född den 17 oktober 1905 i Jönköping, död den 24 april 1998 i Uppsala, var en svensk klassisk filolog och genealog. 
Wikén var son till försäkringsinspektören Vikor Wikén och Hilda, född Österberg. Han disputerade i klassisk fornkunskap vid Lunds universitet 1937 med en avhandling om de tidiga kontakterna mellan Grekland och Italien. Från 1937 arbetade han som lärare vid Lundsbergs skola, sedan, från 1942, vid Uppsala enskilda läroverk och därefter, från 1946 till sin pensionering 1970, var han lektor i latin och grekiska vid Gävle högre allmänna läroverk. Efter pensioneringen ägnade han sig främst åt emigrantforskning, vilket resulterade i en förteckning över de svenskar som kom till USA 1820–1850. Wikén var en pionjär vad gäller latinutbildning av biologer. Han var Riddare av Nordstjärneorden.
Wikén gifte sig 1935 med professor Axel Romdahls dotter Gunnel (1908–1965)  och paret fick tre döttrar. Erik Wikén är gravsatt i minneslunden på Skogskyrkogården i Gävle.